# Nicolas Fatio de Duillier

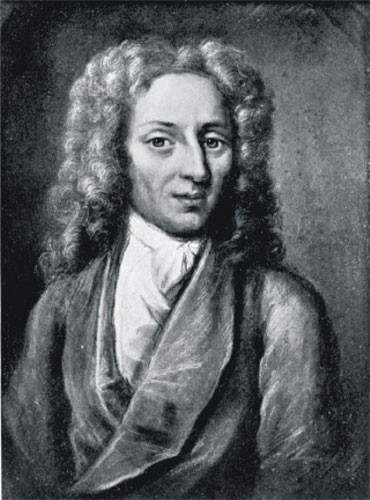
Nicolas Fatio de Duillier

Nicolas Fatio de Duillier (ur. 26 lutego 1664, zm. 12 maja 1753) – szwajcarski matematyk znany ze swoich badań nad problemem światła zodiakalnego.
Był platonicznym kochankiem Isaaca Newtona.